# Milzau
Milzau – dzielnica miasta Bad Lauchstädt w Niemczech, w kraju związkowym Saksonia-Anhalt, w powiecie Saale.
Do 31 grudnia 2009 Milzau było samodzielną gminą należącą do wspólnoty administracyjnej Bad Lauchstädt. Do 30 czerwca 2007 gmina należała do powiatu Merseburg-Querfurt.

## Geografia
Gmina położona jest pomiędzy Halle (Saale) i Erfurtem.
Na terenie dzielnicy znajdują się następujące miejscowości:
- Bischdorf
- Burgstaden
- Kleingräfendorf
- Krakau
- Milzau
- Netzschkau
- Oberkriegstedt
- Schadendorf
- Unterkriegstedt